# Personaggi di Dylan Dog
Questo è un elenco dei personaggi del fumetto horror Dylan Dog edito della Sergio Bonelli Editore.

## Personaggi principali

### Dylan Dog
È il personaggio principale del fumetto, l'indagatore dell'incubo. Indossa sempre una giacca nera e una camicia rossa. Nonostante si ritrovi spesso ad affrontare il paranormale è spesso scettico e non crede quasi mai alla veridicità dei suoi casi se non dopo essersi ritrovato dinanzi agli eventi. Afferma di essere dotato di un "quinto senso e mezzo".

### Groucho
È l'assistente di Dylan Dog. È chiaramente ispirato ad uno dei cinque fratelli Marx, appunto, Groucho Marx. Tende a fare battute demenziali e difficilmente lo si vede serio.

### Ispettore Bloch
È l'ispettore capo di Scotland Yard, miglior amico di Dylan. In pensione dall'albo n. 338, Mai più, ispettore Bloch. Solo nell'albo n. 340, Benvenuti a Wickedford, rivela a Dylan (ed ai lettori) il suo nome di battesimo, Sherlock Holmes Bloch,  che preferisce abbreviato in Sherlock H. Bloch. 
Il personaggio ha le sembianze dell'attore inglese Robert Morley. Dopo il ciclo della meteora diventa Soprintendente, mentre Dylan diventa suo figlio adottivo. Il rilancio del 2022-2023 fa sì che il personaggio ritorni allo status quo pre n. 338.

### Xabaras
È la prima nemesi di Dylan Dog, suo nemico ma anche suo padre. Precisamente la parte malvagia di suo padre.

### John Ghost
Il nemico di Dylan Dog nella fase dal 2013 al numero 437. Un uomo d'affari apatico e senza scrupoli letteralmente al servizio del caos. Nonostante ciò ha lo scopo di vegliare su Dylan Dog fino al momento del suo sacrificio e sembra collaborare con Groucho e Bloch.
Compare nei numeri 341, 361, 371, 387, 389, 392, 394, 396, 398 e 399, dove scopriamo che ha avuto ruoli importanti anche in altre storie in cui non compare. A seguito della volonta di riportare il fumetto alle origini, con la trilogia dei numeri 435-436-437 John Ghost sparisce nel nulla e Dylan Dog per uno sfasamento spazio temporale non ricorderà questo avvenimento.

### Rania Rakim
Interesse amoroso di Dylan Dog. È il sergente di Scotland Yard e fa la sua prima apparizione in Dylan Dog numero 339 Anarchia nel Regno Unito divenendo poi una presenza quasi fissa che aiuta Dylan nei suoi casi anche di nascosto. Rania è musulmana e segue fedelmente i principi della polizia senza mai sbilanciarsi. La si vede spesso in compagnia di Tyron. Nel 380° numero, Nessuno è innocente, viene confermato che benché Tyron sia sposato e abbia una famiglia, Rania lo ama perdutamente, definendolo "l'amore della sua vita". Questo romperà definitivamente il fragile legame che legava lei e Dylan. L'indagatore dell'incubo comprendendo tale cosa prenderà infine le distanze da lei, limitandosi a incontrarla per questioni professionali. Ciò nonostante la situazione fra Rania Rakim e Dylan Dog non migliora: l'indagatore dell'incubo spesso finisce in mezzo alle situazioni della polizia durante le sue indagini e Rania, ostinatamente, non sembra volere lasciar perdere la loro situazione. Col nuovo corso iniziato col numero 400, Rania diventa la ex moglie di Dylan e amante di Carpenter. A seguito della volonta di riportare il fumetto alle origini, con la trilogia dei numeri 435-436-437 Rania e Carpenter vengono uccisi e Dylan Dog per uno sfasamento spazio temporale non ricorderà nulla di questi avvenimenti come non li avesse mai vissuti .

### Ispettore Tyron Carpenter
Ispettore di Scotland Yard. Compare per la prima volta in Dylan Dog numero 339 Anarchia nel Regno Unito e sin da quel momento è ostile all'Old Boy, definendolo un ciarlatano. Solo raramente si allea con lui o non gli va contro, come quando Dylan salva una ragazza da un incendio in La calligrafia del dolore. Col proseguire delle indagini, Carpenter sembra accettare progressivamente Dylan, benché fra di loro ci sia ancora dell'attrito. Ne La macchina che non voleva morire, Carpenter confessa a Dylan che non sopporta il suo modo particolare di comparire nei momenti cruciali delle indagini, in quanto, essendovi egli spesso coinvolto, nonostante le prove lo indichino come il colpevole si rivela sempre innocente e, anzi, la sua presenza è necessaria per la risoluzione del caso; ciò causa a Carpenter un forte stress emotivo. In realtà Carpenter intuisce il paranormale che avvolge Dylan, ma cerca ostinatamente di tenersene lontano perché non lo comprende e non tenta neanche di farlo. Col nuovo corso iniziato col numero 400, Carpenter diventa l'amante di Rania Rakim, ex moglie di Dylan Dog. A seguito della volonta di riportare il fumetto alle origini, con la trilogia dei numeri 435-436-437 Rania e Carpenter vengono uccisi e Dylan Dog per uno sfasamento spazio temporale non ricorderà nulla di questi avvenimenti come non li avesse mai vissuti .

## Personaggi secondari
Appaiono più raramente:

### Alison Dowell
Compare nel primo speciale Dylan Dog & Martin Mystère Ultima fermata: l'incubo!, scritto da Alfredo Castelli con la collaborazione di Tiziano Sclavi e disegnato da Giovanni Freghieri. È importante in quanto segna in modo indissolubile il rapporto d'amicizia tra Dylan Dog e Martin Mystère. Alison è una ragazza bellissima e molto sensibile (la si vede piangere copiosamente al cinema nel vedere il film The Elephant Man). Inoltre è molto innamorata di Dylan (ricambiata) ed ha grande stima nei suoi confronti; infatti quando racconta di lui a Martin Mystère ne parla con amore e rispetto (così tanto da turbare Mystère) e usa parole come "poeta", "dolcissimo", "unico" e poi continua con "piacevole simpatico e intelligente" ma allo stesso tempo ha la sensazione che sia un eterno infelice (lo dice piangendo) e che le sembra che lui "voglia farsi del male" e questo aspetto le procura una sottile angoscia. In seguito Alison mette alle strette Dylan (dopo che lui involontariamente si era tradito) e riesce a farsi confessare che è un poliziotto e che l'aveva agganciata per controllare suo cugino. Ad Alison crolla il mondo addosso e scappa via tra le lacrime. Quando la rivede nella galleria sotterranea durante il rito satanico Alison sembra in stato di trance come se fosse stata drogata o ipnotizzata ed è in quel contesto che avviene la morte tragica e violenta della ragazza. Negli anni a seguire l'amicizia tra Dylan e Martin si rafforzerà tantissimo ma la vicenda della morte di Alyson rimarrà per sempre come un'ombra mai cancellata nel loro rapporto. Alison è il secondo amore di Dylan Dog dopo Marina Kimball, conosciuta all'età di 23 anni quando era agente di Scotland Yard. Dylan la conosce quando riceve il suo primo incarico in borghese come "novellino" e deve pedinare un certo Michael Kweeg considerato un pesce piccolo nell'ambito di una più importante indagine. Alison è la cugina di Kwegg e fin da piccola vive con lui in seguito alla morte prematura dei propri genitori. Successivamente si scopre che Kweeg fa parte di una setta satanica con a capo Albernon Magus, (vero obiettivo di Scotland Yard), e che Alison è la sacerdotessa della setta. Durante il rito che avrebbe dovuto aprire un varco di collegamento con l'inferno Dylan irrompe nella galleria sotterranea per interrompere il rito ma viene aggredito dagli adepti e si scatena una rissa. Alison cerca di colpire Dylan con un pugnale ma interviene Martin Mystère (che con un inganno era stato costretto a presenziare al rito) deviando il fendente di Alison e facendola cadere. Nella caduta la ragazza si infilza con il suo stesso pugnale uccidendosi. Dylan riterrà Martin responsabile della morte di Alison e non riuscirà mai a perdonarlo completamente lasciandolo per sempre con un senso di colpa nei suoi confronti. Inoltre quando i due si rincontreranno a distanza di 12 anni Dylan dichiarerà che ha adottato il suo look per non dimenticare mai Alison in quanto si tratta degli abiti che indossava il giorno della morte della ragazza. Questa dichiarazione entra in forte contrasto con quanto affermato dallo stesso (nel numero 200) che dice la stessa cosa però in favore di Lillie Connolly.

### Anna Never
Si tratta di una attrice di cinema che chiede l'aiuto di Dylan Dog nell'albo 4 della serie regolare Il fastasma di Anna Never. Sua principale caratteristica è l'incredibile sbadataggine, è infatti talmente maldestra da creare spesso disastri al suo passaggio, con effetti comici assicurati. Ricompare successivamente negli albi 77 (L'ultimo uomo sulla terra) e 147 (Polvere di stelle) della serie regolare, oltre che in un cameo su una locandinda di un film sull'albo 55 (La mummia) della stessa serie. Compare nello Speciale 19 La peste, dove si scopre che lei è di origini polacche e il suo vero cognome è Neverodkiewicz. 
Appare infine durante il ciclo 666 nei numeri 404, Anna per sempre (dove la vediamo anche in copertina) e nel numero 406, L'ultima risata.

### Abel Cedric Jenkins
Agente di Scotland Yard, ricopre nella serie un ruolo comico, poiché essendo privo di senso dell'umorismo, prende tutto alla lettera e non capisce le battute ironiche. Per questo è la spalla comica dell'ispettore Bloch, il quale non lo sopporta e sovente minaccia di sbatterlo a dirigere il traffico. È particolarmente in odio anche al Capitano Vance, che in trasferta in Inghilterra insieme a Nick Raider, dopo averlo ripetutamente liquidato a male parole lo ha addirittura schiaffeggiato davanti a numerosi agenti. Nella stessa avventura, è vittima degli sberleffi di Marvin Brown.
L'agente Jenkins va in pensione nel n. 340, appartenente al periodo di restyling della serie, dove viene rivelato il suo nome di battesimo, Cedric. In realtà si è trattato di una svista della redazione, perché nel n. 134 Jenkins aveva già detto di chiamarsi Abel. Si è posto rimedio all'errore stabilendo che Abel è il primo nome e Cedric il secondo.

### Botolo
Cane randagio amico di Dylan, gli ha salvato la vita parecchie volte: la prima nel n. 26, albo in cui fa la sua prima comparsa. Ricompare spesso nella serie, come in Dylan Dog n. 45 (Goblin), n. 81 (Johnny Freak) o nel Color Fest n. 13. 

### Bree Daniels
Prostituta che ingaggia Dylan Dog per essere protetta da un serial killer di prostitute. Dylan si innamora di lei e vorrebbe sposarla, ma scoprirà in seguito che la donna ha contratto l'HIV ed è in punto di morte. Caratteristica della donna è storpiare il nome di Dylan in "Dailan". 
Bree Daniels è una giovane e bella prostituta che ingaggia Dylan quando a Londra compare un serial killer che come Jack lo squartatore uccide le prostitute; costui si rivelera esser poi un giornalista di nome Coldwater. Durante le indagini, tra Dylan e Bree scoppia l'amore, e l'indagatore dell'incubo arriva addirittura a chiederle di sposarla. Bree però rifiuta, preferendo la vita indipendente che ha scelto. 
Bree riappare anni dopo (nel n. 88 Oltre la morte) dove si scopre che ha contratto l'HIV; è ormai sul punto di morire e Dylan, disperato, fa un patto con la Morte: una vita per una vita, quella di Bree in cambio di un'altra, esclusa la propria. Non volendo uccidere un innocente, Dylan decide di mettersi a caccia di Johnny Dark, un serial killer da lui sconfitto anni prima ma miracolosamente sopravvissuto. I due si scontrano in un duello all'ultimo sangue, dove entrambi si uccidono a vicenda: ma la Morte aveva escluso dal patto il decesso di Dylan, per cui scambia la vita di Dark con la sua, resuscitandolo e impedendo così la guarigione di Bree. La Morte prende l'anima della donna, che si congeda da Dylan chiamandolo per la prima volta, in punto di morte, "Dylan…" .
Il nome Bree Daniels è ispirato al personaggio interpretato da Jane Fonda (che le valse il primo Premio Oscar) nel film Una squillo per l'ispettore Klute di Alan J. Pakula.
Il personaggio compare anche nello speciale del 2004 La Scelta, la Morte mostra a Dylan altre versioni della sua vita, dovute a scelte diverse da quelle fatte. In una di queste, Dylan riesce a convincere Bree a sposarlo; tuttavia, la ragazza riprende a poco a poco la vecchia vita, lasciando Dylan e la sua vita modesta: tornerà da lui quando scoprirà di essersi malata di AIDS. Dylan passerà ogni istante della sua vita a prendersene cura, fino a quando Bree morirà lasciandolo straziato dal dolore; nello speciale del 2006 Viaggio senza speranza, Bree fa una fugace comparizione nel cimitero; nel numero 374 della serie regolare, La fine dell'oscurità, Bree appare a Dylan come in una visione, mentre lui cerca di scalare un grattacielo sulla cui cima si trova l'entità chiamata Aletheia ("La Verità").
Bree compare inoltre nella miniserie crossover tra Morgan Lost e Dylan Dog, in cui, nell'universo alternativo del primo, il secondo la incontra casualmente dopo diverso tempo per poi sposarsi con lei.

### Cagliostro
È un gatto di età indefinita dotato di poteri magici molto potenti. Kim stessa sostiene che Cagliostro abbia il potere di materializzare i propri sogni e che, se volesse, potrebbe far sparire il mondo intero. Fino al n. 63 ha vissuto con Kim ma, a causa della perdita dei poteri da strega di quest'ultima, dovette abbandonarla. Ritorna nel n. 119, L'occhio del gatto, dove aiuta Dylan nel risolvere un'indagine. Per i suoi enormi poteri verrà bandito dal consiglio dei maghi e condannato a vivere nel limbo (n. 241, Xabaras!), ma proprio perché incredibilmente potente non riusciranno a catturarlo. Nel numero successivo si scoprirà che Cagliostro, sotto le spoglie del demone acquatico, aveva allontanato Dylan dal padre portandolo nel futuro. A causa della morte di Kim, stringerà un legame di sangue con Dylan che ne diventerà così il padrone e andrà a vivere con lui. Proprio per questo motivo, da quel numero diventerà un personaggio fisso della serie. Cagliostro sembra avere poteri superiori perfino a quelli di Morte, poiché salvò il padre di Dylan da essa.

### Dottor Bronsky
Psicologo dotato di poteri ipnotici che aiuta Dylan Dog a risolvere certi casi. Compare in Il fantasma di Anna Never, Terrore dall'infinito e La metà oscura.

### Dottor Hicks
Un dottore primario del General Hospital, uno dei nemici di Dylan. Si scopre che Hicks non è altri che un medico che conduceva esperimenti umani nella Germania nazista al servizio di Adolf Hitler. Venne poi cacciato dall'équipe di dottori dallo stesso Führer a causa delle infruttuose ricerche. Il dottore si suicidò, ma il suo DNA venne conservato per poterlo clonare più volte anni dopo. Fu adottato, da bambino, dalla famiglia Hicks di Inverary, della quale faceva parte il Dottor Jacob Hicks, il creatore del crepuscolo, altro nemico di Dylan. La sua prima apparizione risale al numero 14 (Fra la vita e la morte), riappare nel n. 22 (Il tunnel dell'Orrore), in cui apprendiamo le sue origini nella Germania ai tempi della dittatura nazista, mentre l'ultima nel numero 57 (Ritorno al Crepuscolo). Il personaggio è chiaramente ispirato alla macabra figura del dottor Josef Mengele, soprannominato l'angelo della morte, un medico ed antropologo che condusse numerosi esperimenti nel campo concentramento nazista di Auschwitz. In una delle tre store contenute nell'albo "Cronache dal pianeta dei morti" Hicks racconterà a Dylan Dog di avere proseguito gli studi di Xabaras sul siero dell'immortalità: la sua volontà era quella di guarire dalla sua malattia terminale ma invece lo porterà a rimanere in vita nonostante la morte del suo corpo e a causare il contagio della popolazione inglese. Verrà ucciso con un proiettile in piena fronte proprio da Dylan Dog. Nel Nuovo Corso, Hicks appare nel mini ciclo dedicato a Mana Cerace, della cui nascita è in parte responsabile

### Geoffrey M. Gideon
È un professore di geometria vicino di casa di Dylan (abita al numero 5 di Craven Road). Apparso per la prima volta nella storia Il vicino di casa pubblicata nel Dylan Dog Gigante 4 del 1995, ha condiviso indirettamente le avventure e disavventure di Dylan, che sono state per lui causa di vari dispiaceri che hanno portato ad un odio smisurato per l'Indagatore dell'Incubo. Hanno avuto solamente un momento faccia a faccia, nel numero 145, Il Cane Infernale, dove puntualmente non è riuscito a dormire. Ha costruito una bombarda artigianalmente, che tiene sempre puntata verso la casa di Dylan, carica e con la cordicella pronta a far fuoco nel caso Dylan non lo faccia dormire. Ricompare brevemente nel finale della storia La vicina di casa pubblicata nel Gigante 22 del 2013.

### Goblin
Il Goblin è un personaggio ricorrente di Dylan Dog che fa in totale due apparizioni, la prima delle quali nel n.  45 dove si scopre non essere altro che una scimmietta in cerca di vendetta per chi aveva ucciso la sua compagna vivisezionandola. Ricompare per l'ultima volta nel Color Fest n. 13 dell'estate 2014.

### Hamlin
Proprietario del negozio Safarà, un bric-à-brac di paccottiglia singolare dai poteri paranormali (quasi sempre negativi). Questo negozio ha la caratteristica di non trovarsi mai due volte nello stesso posto e di materializzarsi e poi scomparire in posti diversi di Londra. Hamlin fa la sua prima comparsa nella serie nel numero 59, dal titolo Gente che scompare. Lo ritroveremo poi in un momento cruciale della vita di Dylan Dog, nel numero 200 (che parla del torbido passato del protagonista), in cui, su commissione di Xabaras, vende allo stesso Dylan il famoso galeone a 3,70 sterline. Ritorna poi nel numero 210, dal titolo Il pifferaio magico dove rinnova la collaborazione con Xabaras ingaggiando l'indagatore dell'incubo per ritrovare il famoso piffero della favola dei fratelli Grimm, dotato di particolari poteri paranormali. Compare anche in altri albi, Zed e, appunto: Safarà. Torna poi nell'albo 312 Epidemia Aliena.

### Il direttore degli Inferni
Un burocrate con due teste (o meglio una testa piccola che fa da appendice alla testa principale) che dialogano fra loro. Compare in Inferni, Golconda, Armageddon, Il guardiano della memoria, Storia di un povero Diavolo, La Convocazione, Saluti da Moonlight e in La paga dell'inferno. E' il direttore principale che gestisce e amministra l'inferno. Gli unici che gli sono superiori sono, Il Diavolo e il Principe, suo figlio. Considerano Dylan Dog "un vero diavolo" per le sue continue interferenze nel mondo soprannaturale poiché ogni volta che si mostra accade qualcosa di inaspettato. Ammette di temere molto Groucho, per le sue battute e il suo umorismo, augurandosi che non venga mai negli inferi. Rivela che Dylan nelle sue avventure ha spedito negli inferi molti dei suoi nemici, e che bramano di evadere per potersi vendicare di lui.

### Jacob Hicks
Un dottore che pratica il mesmerismo. Fece cadere Inverary, un piccolo paese nel nord dell'Inghilterra, nella zona del crepuscolo, una dimensione dove tutti i giorni sono uguali e gli abitanti sono sempre in procinto di decomporsi. In seguito, mesmerizzò gli abitanti e si assicurò il controllo della zona del crepuscolo. Fratellastro del Dottor Hicks del General Hospital, ma appare ben più vecchio di lui. Dopo aver tentato di intrappolare Dylan nella zona del crepuscolo, sarà costretto a lasciarlo andare dopo che quest'ultimo lo aveva minacciato. In ogni caso sarà risparmiato da Dylan. Apparirà un paio di volte nella serie: nell'albo numero 7 (La zona del crepuscolo) e nel numero 57 (Ritorno al crepuscolo). Morirà nel numero 238 (Gli eredi del crepuscolo) insieme a tutta Inverary.

### Johnny "Freak"
Chiamato da Dylan "Johnny", è un ragazzo diciottenne usato dai genitori come riserva di organi per il fratello minore Dougal, che soffriva di una malattia che logora gli organi. Il soprannome "Freak" è dovuto alle menomazioni subite: gli erano state amputate le gambe e asportati un rene e un polmone, oltretutto era nato sordomuto. Nonostante ciò dimostrerà un grande talento per l'arte e la musica. Johnny donerà il cuore al fratellastro, nonostante questi fosse un sadico che infieriva sui cani come Botolo. Il suo cuore, estratto dal cadavere di Dougal, sarà poi seppellito nel cimitero dei Freaks. Protagonista dell'albo omonimo (n. 81, 1993) in cui compare per la prima volta. Viene trovato da Dylan Dog in un vecchio scantinato abbandonato, privo delle gambe e di numerosi organi interni. Portato in salvo, rivela delle conoscenze e delle abilità straordinarie nel campo della musica e della pittura. In seguito a varie vicende, alla fine dell'albo Johnny muore (ucciso dal fratello) donando il suo cuore a Dougal che sopravviverà. Ricompare anni dopo nell'albo Il cuore di Johnny (n. 127, 1997) in cui è protagonista di nuovo il crudele Dougal, nel cui petto batte il cuore del fratello. Alla fine di questa storia, morto Dougal, Dylan restituisce a Johnny il suo cuore. 
Ricompare nel numero 335 (Il calvario) in cui Johnny è il figlio di Dylan Dog, sano fino a quando non si ammala misteriosamente. Dylan, per cercare di far star meglio il ragazzo, finisce perfino per mangiare un hamburger (nonostante sia vegetariano). Quando Johnny peggiora, Dylan lo porta in ospedale, ma, qui, inizia a vedere cose strane, suoi vecchi nemici, cose che non dovrebbero esserci, stanze che scompaiono. Nessuno si ricorda di Johnny e la sua stanza è scomparsa. Allo stesso tempo una donna impazzisce pensando che suo figlio, Johnny, sia scomparso, uccidendo il marito. Dylan, infine, va in chiesa per pregare la Morte, l'unica entità in cui crede. L'indagatore scopre, però, che era tutto un sogno, un'illusione.

### Jumpo
Conosciuto anche come Pink Rabbit (benché lui non sopporti di essere chiamato così, definendola un'imprecazione razzista), Jumpo è inizialmente uno dei principali nemici di Dylan Dog, nonostante compaia anche come un alleato di Dylan (come nell'Almanacco della Paura 2009 I Conigli Rosa Colpiscono Ancora). Fa la sua prima comparsa in Dylan Dog numero 24 I Conigli Rosa Uccidono. Compare successivamente in Dylan Dog numero 48 Horror Paradise, in un piccolo cameo in Dylan Dog numero 103 I Demoni, nell'Almanacco della Paura 2009 e, di nuovo come personaggio principale, in Dylan Dog numero 107 Il Paese delle Ombre Colorate dove rivela anche il suo nome, Jumpo. Compare infine nel Color Fest 25 I Conigli Rosa muoiono. Il coniglio è il personaggio principale di un cartone animato fittizio (parodia di Bugs Bunny dei Looney Tunes e di Roger Rabbit), amico con il personaggio di Bambola. Pink Rabbit è in realtà l'abitante di un universo parallelo in cui non esistono dolore e morte. Per questo uccide gli umani. Chiama gli esseri umani "uomini di carne". L'unico di loro che considera come un amico è Dylan Dog. Jumpo in realtà non è effettivamente cattivo, ma quanto più inizialmente, un bambino, mosso dalla curiosità, che non si rende conto che le sue azioni causino del male agli uomini. Col proseguire delle sue presenza con DYD imparerà varie cose, tra cui la tristezza e che il dolore (anche se lui non lo prova) è una cosa brutta da vedere e causare agli uomini.

### Kim
La strega dell'ovest e proprietaria del gatto magico Cagliostro. Compare per la prima volta nel n.18 (Cagliostro!). La rivedremo nel n.63 (Maelstrom!) dove si innamorerà di Dylan, perderà i suoi poteri da strega e anche il suo gatto (che può appartenere solo ad una strega). Morirà di vecchiaia nel n.242 (In nome del padre) a causa di un sortilegio che la fa invecchiare di tre anni al giorno ad opera del consiglio delle streghe.
Tuttavia i suoi resti verranno trasferiti dal gatto Cagliostro in un'altra dimensione.
Intuendo che Kim sia viva da un'altra parte.

### La Morte
Intesa come entità soprannaturale, appare molto spesso nella vita di Dylan, sempre con aspetto diverso, ma per lo più come figura incappucciata. A volte, come in Attraverso Lo Specchio appare cinica e distaccata, ma in seguito si scoprirà amica, anche se in minima parte, dell'Indagatore dell'Incubo. Occupa un ruolo centrale nell'albo 66, intitolato Partita con la Morte, ispirato in parte al film Il settimo sigillo. Ogni volta che appare per condurre un'anima nell'oltretomba, il suo arrivo viene annunciato da alcune didascalie contenenti alcune strofe simili a quelle delle ballate.
Non può guidare il camion perché ha solo il patentino B e le piace il jazz. Lei stessa ammette che nel mondo esistono poteri antichi più forti di lei.

### Lee Riker
Giovane avvocato ammiratore del nostro Old Boy, nonostante non sia il "migliore avvocato sulla piazza" dà una mano a Dylan per uscire di prigione quando è accusato di omicidio. Compare per la prima volta nel n. 138 (Cattivi Pensieri)  e nel n. 176 (Il "Progetto").

### Lillie Connolly
Ragazza irlandese militante dell'I.R.A. conosciuta da Dylan Dog quando ancora era un poliziotto di Scotland Yard.
È un personaggio chiave nella biografia di Dylan Dog, le cui vicende hanno reso "l'indagatore dell'incubo" quello che è oggi. Probabilmente dopo Marina Kimball è la più importante tra le donne di Dylan Dog. È tra le conosciute la terza fidanzata di Dylan in ordine cronologico dopo Marina Kimball e Alison Dowell.
Lillie è una giovane donna irlandese, cattolica militante dell'I.R.A., che conosce Dylan quando Londra subisce gli attentati dei militanti dell'I.R.A.. Lillie aveva un fratello, Johnny Boy, che morì a causa degli scontri con la polizia durante una manifestazione a Belfast; in suo onore Lille abbracciò la causa dei cattolici irlandesi.
È caratterizzata da grandi sbalzi d'umore, una terminologia d'insulti tutta sua (definisce Dylan un "paramecio ciliato", "scalpello spuntato" o un "trifolo parlante") una passione per le patatine e le sorprese contenute nei sacchetti e un lieve difetto di vista che non le fa vedere certi movimenti delle persone, per cui le apparivano davanti come fantasmi.
Inizialmente aveva avvicinato Dylan in quanto agente di Scotland Yard, per usarlo in un attentato, ma in breve s'innamorò realmente di lui, ricambiata; l'amore fra un inglese e un'irlandese è impossibile in quel contesto e Lillie, già autrice di altri attentati, viene arrestata dopo il fallito attentato alla sede di Scotland Yard, al quale si presenta lei anziché mettere in pericolo l'amato Dylan. Viene rinchiunsa nel carcere di Dartmoor, nel blocco H, dove il trattamento riservato ai terroristi era disumano e dove Lillie, al pari del suo compatriota Bobby Sands, inizia uno sciopero della fame.
Dylan nel raccontare la vicenda lascia intendere che Lillie si sia lasciata morire di fame, e che probabilmente gli avvenimenti che seguiranno sono frutto dei suoi sogni, o di ciò che accadde in un universo parallelo, dato che dopo la tragica perdita annegherá il suo dolore nell'alcool. Nonostante ciò, racconta che Lillie viene condannata a morte (pena abolita in Inghilterra negli anni 60) e trasferita nel carcere sull'isola di Birdy. Dylan, dopo essersi fatto accompagnare via mare da un anziano signore, ottiene il permesso dal parroco del carcere di poterla sposare, prima che la ragazza venga giustiziata; A rafforzare il dubbio che il matrimonio sia avvenuto veramente contribuisce un'affermazione di Dylan Dog nel n. 74 che dichiara di non essersi mai sposato, oppure quando risponde ad una specifica domanda sul matrimonio nel n. 71.
La sua morte comunque lasciò un enorme vuoto nella vita di Dylan, e a causa di ciò cadde in depressione, lasciò la polizia e divenne un alcolista. In segno di lutto Dylan adotterà come suo look ufficiale il completo che indossava durante la sua storia con la bella irlandese: giacca nera, camicia rossa, jeans e scarpe clark. Bisogna comunque segnalare che Dylan in un'altra occasione (nel primo speciale DD&MM "Ultima fermata: l'incubo!") dichiara che ha adottato il suo look per non dimenticare un'altra sua fidanzata (Alison Dowell) morta in circostanze drammatiche e conosciuta prima di vivere la storia con Lillie. In effetti proprio il giorno della morte di Alison, Dylan indossava i suoi abiti caratteristici.
Compare anche nell'episodio Amori perduti (Dylan Dog n. 187) Lillie sembra essersi salvata evadendo dal carcere di Dartmoor, e ritorna nella vita di Dylan, chiedendogli di uccidere un ricco industriale, che secondo lei si arricchì vendendo armi ai protestanti e che uccise anni fa su fratello Johnny. In realtà, era una donna di nome Linda Belmont, che tramite droghe e ipnosi gli fece il lavaggio della mente facendogli credere di essere Lillie. L'intera faccenda riaprì vecchie ferite in Dylan, facendolo molto soffrire e dandogli la tentazione di riprendere a bere, benché fortunatamente non riprese a farlo. Compare poi nello speciale La Scelta del 2004, la Morte mostra a Dylan come sarebbe andata la sua vita se avesse fatto altre scelte: in una di esse, Dylan scopre di essere riuscito a convincere Lillie e lasciare l'I.R.A, si sono sposati e hanno due bambini; lui lavora in un museo e lei fa la casalinga e dopo tanti anni sono ancora molto felici e innamorati; nello speciale del 2006 Viaggio senza speranza, Lillie fa una fugace comparizione nel cimitero; nella storia Demoni e silicio (Dylan Dog Color Fest n. 12), ambientata nel futuro, Nathan Never propone a Dylan di farlo tornare in un luogo speciale della sua esistenza. L'indagatore dell'incubo si ritroverà così a bordo del suo galeone in compagnia di Lillie.

### Lord H. G. Wells
Uno dei principali aiutanti di Dylan. Personaggio ispirato al famoso scrittore di fantascienza Herbert George Wells, scienziato quasi onnisciente, appassionato ed esperto di qualsiasi cosa richieda studio ed intelligenza, interessato al soprannaturale, eccentricamente dandy, odiato da Groucho perché Wells lo ritiene il maggiordomo di Dylan. Ha le fattezze dell'attore inglese sir David Niven e compare per la prima volta nell'albo numero 5 (Gli uccisori). Si esprime in un italiano antiquato che fa da corrispettivo ad un inglese di periodo vittoriano.

### Lord Chester
Ospite del manicomio di Harlech, presso il quale Dylan è frequentatore abituale quando i "mostri" che va cercando sono ex pazienti di quell'istituto o per avere informazioni di vario genere. Pari d'Inghilterra anche lui, ha un modo un po' particolare di salutare Dylan: ogni volta che lo vede, gli salta addosso con l'intenzione di strangolarlo. All'inizio Dylan era spaventato da questo comportamento, poi ci ha fatto l'abitudine.

### Mana Cerace
Mana Cerace è un appellativo della personificazione del buio comparso nei numeri 34 (Il buio), 68 (Lo spettro del buio) e nello speciale Color Fest 3 (Il buio nell'anima). Il personaggio è stato ripreso nei numeri 409, 410 e 411.
Mana Cerace compare inoltre nella miniserie crossover tra Morgan Lost e Dylan Dog, in cui, nell'universo alternativo del primo, il cacciatore di serial killer cattura e fa rinchiudere in manicomio l'indagatore dell'incubo, per poi prendere il suo posto in un caso riguardante proprio il mostro che appare nel buio.

### Manila
Manila è una vampira comparsa nei Dylan Dog 180 e 181 (Notti di caccia e Il marchio del vampiro) rimasta legata con il sangue di Old Boy. Ricomparirà nei numeri 214 e 282 (Manila e Relazioni pericolose).

### Maria Trelkovski
Medium abilissima dotata di grande intuito, ripete spesso a Dylan che è un catalizzatore di forze soprannaturali. Ha una nipote di nome Diana, anch'essa dotata di poteri (telepatia). A differenza della Trelkovski, però, non fa niente per allenare le sue doti e vuole diventare ballerina. Il suo cognome è chiaramente un omaggio a quello del protagonista dell'horror atipico L'inquilino del terzo piano di Roman Polansky. Il personaggio della Trelkovski è ispirato a Helena Petrovna Blavatsky, famosa medium nata nel 1831 a Ekaterinoslav, in Russia.

### Marina Kimball
Compare nel n. 74 Il Lungo Addio ed in alcuni flashback del n. 261 Saluti da Moonlight. Cresciuta e vissuta a Moonlight, dove lavorava nell'agenzia turistica locale. Bellissima sia da ragazza che da donna adulta ha sposato Robby, un ragazzo poco più grande di lei considerato il dongiovanni del paese. È stato un matrimonio infelice, Robby si è rivelato un alcolizzato che la picchiava di sovente e le rubava i soldi per acquistare auto sportive e quando ha perso la vita schiantandosi contro un tir, Marina non ha versato alcuna lacrima. Non ha mai avuto il figlio che fin da giovane ha tanto desiderato e infine si è tolta la vita buttandosi a peso morto da una rupe sopra una scogliera a Moonlight. Non viene specificata l'età di Marina ma si può dedurre che quando è morta avesse circa 35 anni. È l'amore adolescenziale di Dylan Dog, scoppiato durante la sua prima vacanza senza i genitori, nel piccolo paese marittimo di Moonlight dove Marina viveva. Il loro amore è durato, con forti rimpianti di entrambi, solo il tempo di una vacanza. Da allora i due ragazzi non si rivedranno da vivi mai più. Quando dopo quasi vent'anni Marina si presenta a Londra da Dylan Dog chiedendogli di essere riportata a casa per il suo ultimo viaggio è di fatto già morta.Nel numero speciale Ancora un lungo addio Dylan scopre di avere avuto un figlio da Marina Kimball che rimase incinta nella grotta durante l'estate, il quale si chiama anch'egli Dylan come il padre.

### Mater Morbi
Una donna bellissima che in realtà è la signora di tutte le malattie e del dolore. Ha una passione per Dylan Dog fin da quando questi era solo un bambino. Compare nei numeri 280, 361 e nel 400, tutti scritti da Roberto Recchioni. Nonostante versi sempre lacrime nere, un atto di vero amore avuto con Dylan Dog le fa versare per la prima volta una lacrima vera. 
Compare anche nella copertina del Maxi Dylan Dog numero 35, realizzata dai Cestaro Bros.
Appare anche nel ciclo 666, sempre scritto da Recchioni, nei numeri 404 e 406.

### Morgana
Fa la comparsa nell'albo omonimo, per poi tornare in alcuni degli episodi fondamentali della saga ed impersona la madre dell'Indagatore dell'Incubo.
In questo primo incontro Dylan ha nei suoi confronti una vera e propria infatuazione e solo successivamente scoprirà il vero legame che lo lega a Morgana ed al padre, Xabaras.

### Nora Cuthbert e Gus
Nora Cuthbert è la figlia di un pezzo grosso della mafia irlandese che però detesta la sua famiglia non accettando di dover prendere ordini dal fratello. Decide così di uccidersi in modo da far scatenare una guerra spacciando il suo suicidio per omicidio che, suo padre e suo fratello, avrebbero giurato di vendicare. Nonostante ciò, nel momento in cui si taglia la gola non muore visto che la Morte è stata distratta e ha iniziato a smettere di raccogliere vite in modo da far guarire Bloch dalla depressione per continuare a divertirsi con Dylan Dog. La ragazza non accetta il suo essere viva e, indossando un collare per non mostrare lo squarcio sul suo collo, si reca da Dylan come cliente chiedendogli aiuto per trovare il suo fantomatico assassino e per riposare in eterno. Dylan finirà però per innamorarsi della ragazza e per perdonarla quando scoprirà che la storia dell'omicidio era una farsa architettata per distruggere la sua famiglia. Scoperta la causa della "pausa" della Morte, Dylan ruba a quest'ultima la sua falce per far trovare la pace alla sua amata. Nel farlo colpisce però anche un altro non-morto ostile, Gus, rendendo involontariamente i due immortali. La Morte, vedendo la scena, riprende il suo ruolo non potendo però far nulla per uccidere i due. Gus e Nora si alleano poi per vendicarsi di Dylan che li ha preclusi dall'eterno riposo costringendoli ad una vita da "zombie". Nella sua seconda apparizione, Nora decide di vendicarsi di Dylan Dog in maniera molto scenica e sanguinolenta cercando di colpirlo anche da un lato emotivo oltre che puramente fisico. Nora e Gus hanno messo su una sorta di business dedito ad impagliare le persone morte per renderle per sempre come vive. I due sono aiutati dalla necrofila impagliatrice Lauren Stetson. Sempre grazie a lei, Nora si vendica della sua famiglia torturandola ed impagliandola. Il loro operato finisce però con il desiderio di vendetta sia di Gus che di Nora quando l'indagatore inizia ad indagare sui misteriosi cadaveri impagliati iniziando da Edwina, una conoscente di Bloch. I due uccidono così la ragazza di Dylan, Corrie, facendogliela trovare impagliata dinanzi casa sua. Successivamente tentano di rapire senza successo Groucho per poi catturare l'ex ispettore Bloch. Sherlock Bloch è poi obbligato a mandare un videomessaggio a Scotland Yard indirizzato a Dylan che va ad affrontare la sua nemica che lo lega per poi strapparsi il cuore prima di accingersi a fare lo stesso con il suo ex amante. La situazione è salvata da Lauren, innamoratasi di Bloch, che ferma la sadica immortale che però l'attacca con una motosega. Nonostante il suo attacco, Lauren si salva e le ruba l'arma usandola per mutilare la donna prima di scappare con Sherlock e Dylan. Nora non si arrende e, strisciando, insegue i tre saltando però in aria grazie ad uno stratagemma simile a quello usato nel primo numero da Dylan contro Xabaras. Nonostante tutto il suo corpo sia distrutto, il suo cuore è ancora integro e continua a dare ordini a Gus in modo da vendicarsi della loro nemesi. I due muoiono definitivamente nel numero 398, Chi muore si rivede.

### Prof. Adam
Scienziato scettico. Il suo aspetto fisico è una citazione dell'attore Sean Connery. Il personaggio è ispirato alla figura degli scienziati scettici sui fenomeni paranormali, che in Italia si riconoscono nel Comitato Italiano per il Controllo delle Affermazioni sul Paranormale (CICAP), di cui lo stesso Tiziano Sclavi è socio.